# غواصة يو-123
كانت الغواصة يو-123 واحدة من 329 غواصة خدمت في البحرية الإمبراطورية الألمانية خلال الحرب العالمية الأولى.